# Santiso
Santiso är en kommun i Spanien. Den ligger i provinsen A Coruña i den autonoma regionen Galicien i nordvästra delen av landet, 400 km väster om huvudstaden Madrid. Antalet invånare är 1 453 (2024).